# Michael Sarach
Michael Sarach (* 1953 in Elsfleth) ist ein deutscher Politiker (SPD). Er war von 2010 bis 2022 Bürgermeister der schleswig-holsteinischen Stadt Ahrensburg.

## Leben
Michael Sarach wuchs in Hamburg auf. Nach seinem Abitur machte er eine Ausbildung bei der Finanzverwaltung der Stadt Hamburg. Er trägt den Titel Diplom-Finanzwirt (FH). Er war in Hamburg zunächst für die Finanzverwaltung tätig, dann in der Oberfinanzdirektion, der Justizbehörde und dem Rechnungshof. Ab 1991 wechselte er nach Mecklenburg-Vorpommern und arbeitete dort in Schwerin in der Staatskanzlei, dem Sozialministerium sowie an der Fachhochschule für öffentliche Verwaltung in Güstrow, ab 2004 im Innenministerium, in dem er als Ministerialrat in den Bereichen Verwaltungsorganisation und Finanzwirtschaft arbeitete und zuletzt Referatsleiter für das Dienstleistungsportal E-Government war. 2006 bewarb sich Michael Sarach erfolglos für das Amt des Rostocker Finanzsenators.

## Politik
1989 trat Michael Sarach der SPD bei. Er war Mitglied des SPD-Kreisvorstandes des Kreises Ludwigslust und Mitglied des Haushalts- und Finanzausschusses des Kreises.
2001 trat er als Kandidat bei der Bürgermeisterwahl in Rotenburg (Wümme) an, unterlag jedoch in der Stichwahl dem CDU-Kandidaten. 2003 wurde er als Bürgermeisterkandidat der SPD in der schleswig-holsteinischen Stadt Wedel gehandelt. Von 1. Mai 2010 bis 30. April 2022 war er Bürgermeister von Ahrensburg, als Nachfolger der SPD-Bürgermeisterin Ursula Pepper. Als gemeinsamer Kandidat von SPD und FDP erhielt er im zweiten Wahlgang 53,28 Prozent der gültigen Stimmen. Im ersten Wahlgang hatte er mit 32,31 Prozent noch hinter dem gemeinsamen Kandidaten der CDU und der Bündnis 90/Die Grünen, Jörn Schade, gelegen. Am 11. Oktober 2015 wurde er mit 55,2 Prozent der gültigen Stimmen in einer Stichwahl für sechs Jahre wiedergewählt.
Bei der Bürgermeisterwahl 2021 trat Sarach nach zwei Amtszeiten nicht mehr an. Sein Nachfolger ist Eckart Boege, ebenfalls von der SPD, der das Amt am 1. Mai 2022 antrat.